# Coll d'en Guers
La Coll d'en Guers és una collada de 688,8 metres d'altitud, en el límit dels termes comunals d'Arboçols, a la comarca del Conflent, a la Catalunya del Nord, i de Campossí, a la comarca occitana de la Fenolleda. Està situat al nord-oest del d'Arboçols i al sud-est del de Campossí, al nord-est del Pic de Bau i al sud-oest del Roc de Curet. Hi passava el camí vell que unia aquests dos pobles.